# Placca di Ochotsk
La placca di Ochotsk  è una placca tettonica della litosfera terrestre. La placca occupa un angolo solido di 0.07482 steradianti. È generalmente associata alla Placca euroasiatica.
Posta all'estremo est dell'Asia. Copre una piccola parte dell'est della Siberia, la penisola della Kamčatka, gran parte del mare di Ochotsk, le isole Curili, l'isola di Sachalin, l'isola di Hokkaidō, il nord dell'isola di Honshū e la parte orientale del mar del Giappone.
Essa è in contatto con la Placca dell'Amur, la placca euroasiatica, la placca nordamericana, la placca del Pacifico e la placca delle Filippine.
La parte orientale della placca è marcata dalla profondissima fossa delle Curili, che segna la regione dove avviene la subduzione della placca pacifica.
La placca si sposta con un asse di rotazione di 0,845° per milione di anni, su un polo euleriano posto a 55°42' di latitudine nord e 82°86' di longitudine est.

## Fonti
- (EN) Peter Bird, An updated digital model of plate boundaries, Geochemistry Geophysics Geosystems, 2003 (PDF), su peterbird.name.